# Кутина, Лаура
Лаура Кутина (рум. Laura Cutina, род.13 сентября 1968) — румынская гимнастка, олимпийская чемпионка, призёрка чемпионатов мира.

## Биография
Родилась в 1968 году в Бухаресте. В 1983 году стала обладательницей серебряной медали чемпионата мира в составе команды. В 1984 году на Олимпийских играх в Лос-Анджелесе стала обладательницей золотой медали в составе команды. На чемпионате мира 1985 года вновь стала обладательницей серебряной медали в составе команды.
В 1990-х переехала в Италию, а затем в США.